# Ced 19
Ced 19 comprende l'insieme di nebulose a riflessione visibili nell'ammasso aperto delle Pleiadi e nelle sue immediate vicinanze, nella costellazione del Toro.

## Osservazione

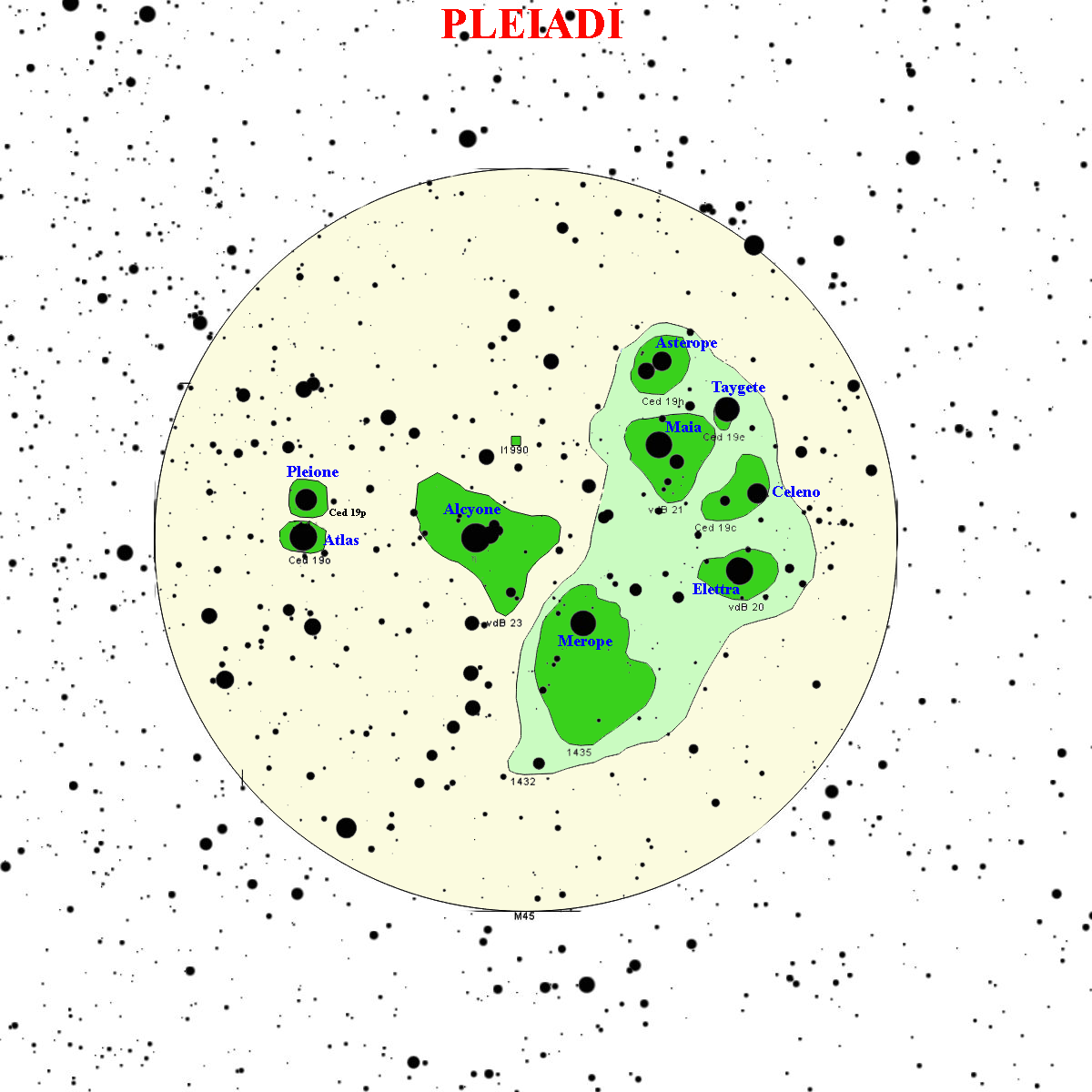
Mappa delle Pleiadi.

In condizioni osservative ideali e con strumenti di grande diametro e a bassi ingrandimenti, è possibile scorgere alcune tracce di nebulosità attorno ad alcune delle stelle principali delle Pleiadi, in particolare attorno a Merope. Queste nebulose sono invece ben visibili in fotografie a lunga esposizione. Questo tipo di nebulosa è chiamato nebulosa a riflessione ed appare brillante a causa della riflessione della luce di una stella luminosa e calda da parte della polvere di cui è costituita la nebulosa stessa.

## Caratteristiche e sottounità
Inizialmente si credeva che le polveri visibili attorno alle Pleiadi fossero un resto del processo di formazione dell'ammasso; ma all'età di circa 100 milioni di anni, quella generalmente accettata per le Pleiadi, tutta la polvere originariamente presente dovrebbe essere stata ormai dispersa dalla pressione di radiazione già da molto tempo. Sembra, piuttosto, che l'ammasso stia transitando attraverso una regione di mezzo interstellare particolarmente polverosa, situata all'estrema periferia della Nube del Toro; la prova che l'ammasso e la nebulosa non siano legate da una comune origine risiede nel fatto che possiedono una diversa velocità radiale.
Le nebulose catalogate come Ced 19 sono suddivise nel seguente modo.
- Ced 19a è nota anche come IC 336; è la nebulosa più occidentale e si trova circa 1° a SSW delle Pleiadi, illuminata principalmente dalla stella HD 22992.
- Ced 19b è nota anche come IC 341 ed è la più meridionale, trovandosi circa 2° a sud delle Pleiadi; la responsabile della sua illuminazione è la stella HD 22615.
- Ced 19c si trova invece all'interno dell'ammasso ed è direttamente illuminata dalla stella Celeno.
- Ced 19d è nota anche come vdB 20 ed è la parte illuminata dalla stella Elettra.
- Ced 19e si trova nella parte nordoccidentale dell'ammasso e riceve la luce dalla stella Taigete.
- Ced 19f è nota come NGC 1432; si tratta della nube più appariscente e luminosa e riceve la radiazione della stella Merope.
- Ced 19h è a nord ed è illuminata dalle stelle Asterope e 22 Tauri.
- Ced 19i è indicata anche con la sigla IC 349 ed è la più vicina a Merope.
- Ced 19j è nota come NGC 1435 e comprende un esteso sistema nebuloso illuminato sempre da Merope.
- Ced 19k è la sezione di nebulosità illuminata dalla stella HD 23512, nella parte meridionale della costellazione.
- Ced 19l è nota anche come vdB 23 ed è la nebulosa illuminata dalla brillante stella Alcyone.
- Ced 19m coincide con IC 1990 ed è situata a nord di Alcyone, poco a ovest della stella HD 23489.
- Ced 19n è nota anche come NGC 1456 ed è un tenue sistema di nebulosità situate nei pressi della stella HD 23950.
- Ced 19o è la nebulosa illuminata dalla stella Atlas, una delle più orientali dell'ammasso.
- Ced 19p è la nebulosa che circonda la stella Pleione, una delle più orientali delle Pleiadi.
- Ced 19q è un debole sistema nebuloso che circonda la stella HD 23950, quasi 2° a sud dell'ammasso.